# 里亚舒-杜斯马沙杜斯
里亚舒－杜斯马沙杜斯是巴西米纳斯吉拉斯州的一个市镇。总面积1308.545平方公里，总人口9392人，人口密度7.2人/平方公里。